# Avvisi ai naviganti
Gli avvisi ai naviganti sono una serie di informazioni relative alla navigazione emesse dell'Istituto Idrografico della Marina Militare italiana che hanno lo scopo di aggiornare i naviganti su tutte le notizie, sia temporanee che definitive, riguardanti la sicurezza della navigazione nel Mar Mediterraneo e nei mari limitrofi (Mar Egeo, Mar di Marmara, Mar Nero e Mar d'Azov) e che ancora non figurano nella documentazione nautica ufficiale (carte e pubblicazioni edite da Servizi Idrografici di Stato) che deve essere nella dotazione di bordo di tutte le navi e che va mantenuta costantemente aggiornata proprio grazie a tali avvisi.
Le notizie contenute negli avvisi ai naviganti possono essere diffuse mediante differenti mezzi, in relazione all'urgenza delle stesse:
- gli avvisi urgenti sono diramati in VHF dalle stazioni radio costiere ad orari predeterminati e possono essere ritramessi anche mediante sistemi radiotelegrafici o mediante radiotelescriventi; si tratta dei cosiddetti AVURNAV (AVvisi URgenti ai NAViganti), NAVAREA e Navtex;
- gli avvisi sono inoltre trasmessi giornalmente in FM su Radiouno alle ore 5:45 nell'ambito della trasmissione Bolmar - Bollettino del mare;
- periodicamente, con cadenza all'incirca quindicinale, l'Istituto Idrografico della Marina pubblica gli Avvisi ai naviganti in fascicolo; tali fascicoli sono disponibili in abbonamento annuale o, gratuitamente, sul sito dell'Istituto con un ritardo di alcuni giorni rispetto all'edizione cartacea.

Le informazioni pubblicate nel fascicolo dell'Istituto Idrografico della Marina sono di due tipi:
- gli avvisi ai naviganti propriamente detti: si tratta di correzioni permanenti ai singoli documenti nautici (carte, portolani, elenchi dei fari, radioservizi per la navigazione, ecc.) che è obbligatorio apportare alla documentazione di bordo;
- le informazioni nautiche: sono notizie, prevalentemente di tipo temporaneo, che non comportano l'obbligo di correggere uno specifico documento nautico ma comunque rilevanti ai fini della sicurezza della navigazione.